# Асен Първанов
Асен Луканов Първанов е български цирков артист.

## Биография
Роден е в Свищов на 16 септември 1885 г. Започва цирковата си дейност в цирк „Българско знаме“ на Петър Панайотов. Изпълнява акробатични номера и въздушния акробатически номер „Дяволският мост“, а в партньорство с Елена Първанова и Павлина Пенчева изпълнява „Двоен трапец“. В представленията си представя дресура на коне, кучета и кози. През 1913 г. заедно с Ангел Димитров и Георги Пенчев създава цирк „Независима България“. След това е сред създателите на първите зимни циркове в Пловдив и Бургас, а през 1920-те години и в Русе. През 1931 г. е сред основателите на „Първи кооперативен цирк“. След това създава модерният цирк „Ревю“. Почива на 25 октомври 1946 г.